# Юдит фон Арнщайн
Юдит фон Арнщайн (на немски: Judith van Arnstein; † 1118) е графиня от Арнщайн в Айнрихгау и чрез женитба графиня на Цутфен.
Тя е дъщеря на граф Лудвиг I фон Арнщайн († 1084) и първата му съпруга Гуда (Юта) фон Цутфен (* 1042), дъщеря на граф Готшалк фон Цутфен-Твенте († 1064) и Аделхайд ван Цутфен. Баща ѝ се жени втори път за Гуда фон Цутфен, дъщеря на Рутберт I фон Цютфен и съпругата му Ирментруд фон Хамерщайн.

## Фамилия
Юдит фон Арнщайн се омъжва за граф Ото II фон Цутфен Богатия († 1113). Тя е втората му съпруга. Те имат децата:
- Хайнрих I († 1122) граф на Цутфен, женен за Матилда фон Байхлинген, дъщеря на Куно фон Нортхайм, граф на Байхлинген, син на Ото Нортхаймски
- Руперт, женен за Ерментрудис
- Ермгард († 1138), графиня на Цутфен, омъжена I. 1116 г. за Герхард II фон Гелдерн († 1131), граф на Гелдерн и Васенберг, II. пр. 1134 г. за Конрад II, граф на Люксембург († 1136)
- Дитрих († 1127), епископ на Мюнстер 1118 – 1127
- Гебхард I († пр. 1092), господар на Лон
- Юдит, омъжена за граф Херман I фон Равенсберг.